# Tuomas Nieminen
Tuomas Nieminen (16 september 1981, Vaasa) is een Fins oud-langebaanschaatser. Na zijn actieve carrière werd Nieminen schaatstrainer van onder meer de Poolse selectie. 

## Persoonlijke records
| Afstand     | Tijd     | Datum            | Baan           |
| ----------- | -------- | ---------------- | -------------- |
| 500 meter   | 35,21    | 12 december 2009 | Salt Lake City |
| 1000 meter  | 1.09,53  | 13 februari 2009 | Salt Lake City |
| 1500 meter  | 1.50,92  | 10 maart 2004    | Calgary        |
| 3000 meter  | 4.27,65  | 20 februari 2003 | Seinäjoki      |
| 5000 meter  | 8.31,07  | 21 december 2002 | Seinäjoki      |
| 10000 meter | 17.46,22 | 22 december 2002 | Seinäjoki      |

## Resultaten
| Jaar | Fins NK Sprint | WK Sprint | Olympische Spelen  |
| ---- | -------------- | --------- | ------------------ |
| 2006 | Brons          | NC39      |                    |
| 2007 | Zilver         |           |                    |
| 2008 | Zilver         | 24e       |                    |
| 2009 | 4e             |           |                    |
| 2010 | Zilver         | NC28      | 27e 500m 34e 1000m |